# اخبار جهان
اخبار جهان (به انگلیسی:News of World) ششمین آلبوم گروه بریتانیایی راک، کوئین می‌باشد که در سال ۱۹۷۷ منتشر شده است. این آلبوم چندتا از موفقترین ترانه‌های گروه نظیر "ما تو را به جنب و جوش می‌اندازیم"، "ما قهرمانیم" و "بال‌های خود را بگشا" را در بر دارد. آلبوم چهار گواهی‌نامه پلاتینی در ایالات متحده، دو گواهی‌نامه پلاتینی در بریتانیا و گواهی‌نامه‌های بسیاری از کشورهای مختلف کسب کرد.
اخبار جهان دومین آلبومیست که توسط خود گروه و به تنهایی تهیه شده است (اولین آلبوم یک روز در مسابقه بود) و همچنین ضبط شده در استودیو Sarm West و Wessex در لندن می‌باشد و تولید مشترک و مهندسی صوت آن توسط مایک استون صورت گرفته است.

## فهرست آهنگ‌ها
| Side one | Side one                | Side one    | Side one |
| شماره    | نام                     | نویسنده(ها) | مدت      |
| -------- | ----------------------- | ----------- | -------- |
| ۱.       | «We Will Rock You»      | برایان می   | ۲:۰۱     |
| ۲.       | «We Are the Champions»  | فردی مرکوری | ۲:۵۹     |
| ۳.       | «Sheer Heart Attack»    | راجر تیلور  | ۳:۲۶     |
| ۴.       | «All Dead, All Dead»    | می          | ۳:۱۰     |
| ۵.       | «Spread Your Wings»     | جان دیکن    | ۴:۳۴     |
| ۶.       | «Fight from the Inside» | تیلور       | ۳:۰۳     |

| Side two | Side two                   | Side two    | Side two |
| شماره    | نام                        | نویسنده(ها) | مدت      |
| -------- | -------------------------- | ----------- | -------- |
| ۱.       | «Get Down, Make Love»      | مرکوری      | ۳:۵۱     |
| ۲.       | «Sleeping on the Sidewalk» | می          | ۳:۰۶     |
| ۳.       | «Who Needs You»            | دیکن        | ۳:۰۵     |
| ۴.       | «It's Late»                | می          | ۶:۲۶     |
| ۵.       | «My Melancholy Blues»      | مرکوری      | ۳:۲۹     |